# Socket AM3+
Le socket AM3+ est le successeur du socket AM3. Il permet de supporter une nouvelle architecture de processeur appelé Bulldozer et est rétrocompatible avec les anciens processeurs AMD.  

## Dissipateur thermique
Les quatre trous de fixation du dissipateur thermique à la carte mère sont placés aux quatre coins d'un rectangle de largeur 48 mm et de longueur 96 mm pour les sockets AMD AM2, AM2+, AM3, AM3+ et FM2. Les solutions de refroidissement doivent donc être interchangeables.